# Találmányfinanszírozás
A találmányfinanszírozás új, valamilyen innovációs folyamat eredményeként létrejövő szellemi vagy fizikai termék, szolgáltatás pénzügyi igényeinek biztosítása.
Találmányok üzleti finanszírozása nagy bizonytalansággal jár, hiszen mind a találmány kifejlesztése és megvalósítása, illetve későbbi profitabilitása is magas bizonytalansági faktorokat hordoz magában.
Épp ezért találmányok üzleti finanszírozására alternatív finanszírozási formák jelentek meg, mint például a közösségi finanszírozás (crowd funding).
Találmányok finanszírozására alkalmasak ágazattól függően bizonyos pályázatok.